# Vonós hangszerek

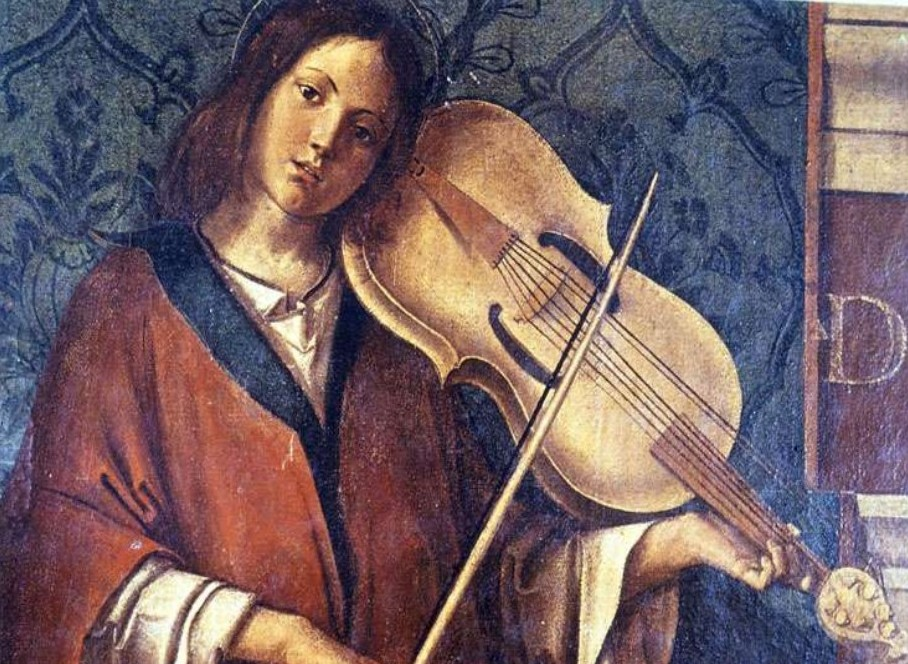
Lira da braccio Bartolomeo Montagna festményén, kb. 1500.

A vonós hangszerek olyan húros hangszerek, melyeket vonóval való dörzsöléssel szólaltatnak meg. Felépítése alapján a vonós hangszerek zöme a lantok családjába tartozik, de van példa vonóval megszólaltatott citerára is. A húros hangszereken kívül az idiofon hangszerek között is akad olyan, amelyen vonóval játszanak, ilyen a szöghegedű vagy az éneklő fűrész. A tekerőlant húrjait körbeforgó gyantázott kerék dörzsölése hozza rezgésbe, ami elvében hasonlít a vonóval való hangkeltésre.
A vonó használata a 9–10. században Közép-Ázsiából indult ki, a 10–11. században terjedt el Európában, ahol a vonósok a 16. századtól a műzene alapvető hangszereivé váltak. A nyugati klasszikus zene és a szimfonikus zenekar jellemző hangszínét és legszámosabb hangszercsoportját vonós hangszerek, ezen belül a hegedű család tagjai adják.

## Működése

### A vonó és a húrok
A vonó egy pálcából és annak végpontjai között kifeszített szőrkötegből áll. A vonó használatakor a gyantázott vonószőrt merőlegesen illesztik a húrra, majd hosszirányban előre-hátra mozgatva használják hangkeltésre.
A húrok vonóval való gerjesztése a pengetéssel, megütéssel való megszólaltatástól abban tér el, hogy a gerjesztés ebben az esetben nem egyszeri, hanem a vonó mozgása által folytonosan fenntartott. Vonóval nem lecsengő, hanem állandósult állapotú rezgés, kitartott hang hozható létre, mert a vonó mozgatásába fektetett munka folyamatosan pótolja a rezgő húrok energiaveszteségét.
A vonó működése alapjaiban mégis a pengetéshez hasonló. A húrra merőlegesen tartott vonó gyantázott szőre megtapad a húron, majd mozgása során magával viszi, kitéríti nyugalmi helyzetéből. A húrban ébredő rugalmas visszatérítő erő eközben egyre nő, míg le nem győzi a húr és a vonó közötti tapadást, nyugalmi súrlódást. Ezután a húr a saját rezgését végzi addig, míg a vonón újra megtapad, és a folyamat kezdődik elölről. A vonóhoz való tapadás mindig akkor következik be, amikor a húr rezgés közbeni elmozdulási iránya és sebessége éppen megegyezik a vonóéval: a csúszási súrlódás ekkor újra nyugalmi súrlódásba mehet át.
A vonóval való gerjesztés bizonyos fokig hasonlít az ütéssel való gerjesztésre is, mert a rezgések amplitúdója a vonó mozgási sebességétől függ. A hangintenzitás nagyjából a vonósebességgel arányos, a vonóerőnek – annak az erőnek, amely a vonót a húrra szorítja – erre nincs befolyása, bár a felhangtartalmat növeli.

### A hang kisugárzása
A rezgő húr önmagában gyenge hangot ad ki, a húros hangszerek hangjának legnagyobb részét a hangszertest tetőlapja, rezonánsa sugározza a térbe. Ezt olyan módon teszi, hogy a húrok rezgése – a húrláb közvetítésével – a tetőt is megrezgeti, azaz hajlítási hullámokat gerjeszt benne. A húr rezgése a húrlábra sokféle irányban hathat, de a tetőlap ezeknek csak a saját síkjára merőleges komponenseire reagál, mivel a hajlítási hullámok túlnyomórészt transzverzális hullámok.
A megpengetett húrok többirányú, térbeli rezgést végeznek, ezzel szemben a vonó csak a saját mozgásának irányába történő kitérést, abban az egy síkban való rezgést engedi meg a húroknak. Ez a tény magyarázza a vonós hangszereknek a pengetősöktől való bizonyos eltéréseit, amik azt célozzák, hogy a tetőlap minél több olyan rezgést vehessen át a húrlábtól, mely rá merőleges irányú.
Abban az esetben, ha a vonó a tetőlaphoz képest meredek szögben mozog, ez a rezgésátadás jó hatásfokú lehet. Ez leginkább egy- vagy kéthúros hangszeren lehetséges, vagy többhúros hangszer esetén a két szélső húr megszólaltatásakor. Fontos, hogy azon a helyen, ahol a vonó a húrokat érinti, a hangszer minél keskenyebb legyen, lehetővé téve a vonó akadálytalan mozgását. A nyárslantokat felépítésük különösen alkalmassá teszi erre.
A vonós hangszerek egy részén a szélességéhez képest viszonylag magas húrlábat alkalmaznak. Ezzel el lehet érni, hogy a tetőlappal közel párhuzamos síkban húzott vonó által gerjesztett húrok valamiféle billegő, hintaszerű mozgásra késztetik a húrlábat, ami a két szélső illeszkedési pontján a tetőre merőleges rezgésátadást eredményez. A húrláb két végpontja ekkor ellentétes fázisban rezeg, ami némileg rontja az akusztikai hatásfokot. Ennek kivédésére szokás valamilyen aszimmetriát vinni a rendszerbe: a nyárslantokon például a húrláb gyakran ferde állású, vagy úgy helyezkedik el, hogy egyik talpa a hangszer kávájára támaszkodik, csak a másik gerjeszti a tetőlapot. A hangszertest belsejében a húrláb egyik talpacskáját alátámasztó lélekfa, az aszimmetrikusan elhelyezett hosszanti gerenda ugyanezt a célt szolgálja.

## Használata
A vonós hangszerek, pontosabban a vonós lantok használatakor a jobb kéz fogja a vonót, a bal kéz ujjai a fogólapra való leszorítással vagy a nyak fölött a húrok lenyomásával a húrok rezgő hosszúságát változtatják, módosítva a hangmagasságot. A hangszer a zenész testéhez viszonyítva többféle helyzetben lehet, ezeknek két fő típusa van. Da gamba tartás esetén a hangszer nyaka felfelé áll, a teste vagy a földre, vagy az ülő zenész térdére támaszkodik, a vonót tartó kéz a mély hangok felőli oldalon van. Da braccio tartásnál a hangszer teste a zenész törzséhez, vállához támaszkodik, a nyak kifelé mutat, a vonót tartó kéz a magas hangok felőli oldalon van.
A vonót is kétféle módon lehet kézbe venni: vagy tenyérrel kifelé fordítva, mikor a tenyér a vonó szőréhez van közelebb, vagy befelé fordítva, mikor a tenyér a pálcát fogja körbe. Keleten, Észak-Afrikában az első, az európai zenekultúrában a második fajta vonófogás terjedt el. A viola da gamba kivétel, ennél a nyugati hangszercsaládnál a vonót „keleties” módon tartják.

## Története

### Kelet

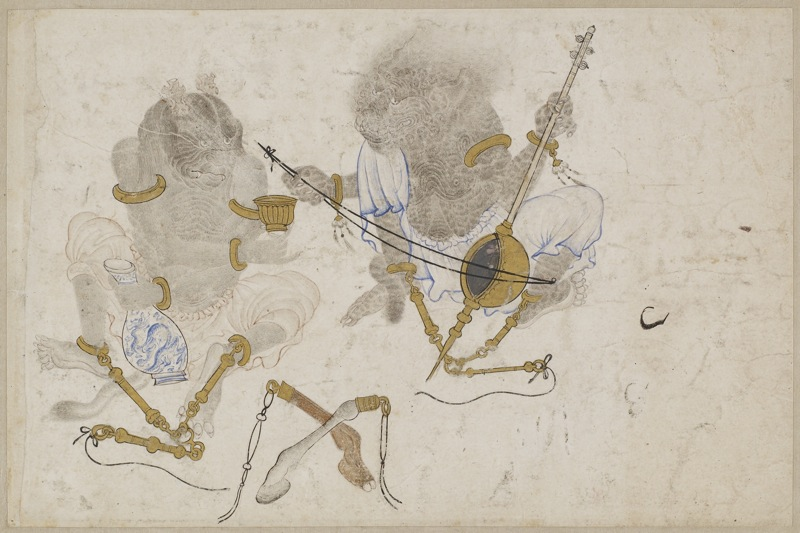
Rebáb vagy kamándzsa egy iráni vagy közép-ázsiai rajzon

Az első egyértelmű adat vonó használatára a perzsa muszlim filozófus és tudós, al-Fárábi (kb. 870–950) Kitáb al-musziki al-kabír (’Nagy könyv a zenéről’) című munkájában található. Ebben különböző hangszereket hasonlít össze, és úgy találja, hogy az emberi hanghoz – a fúvós hangszerek hangja mellett – leginkább bizonyos rebáb hasonlít; ez a szó a muszlim világban szinte mindenütt vonós hangszert jelöl. Egy másik helyen arról ír, hogy egyes hangszerek húrjait „más húrokkal vagy hasonló dolgokkal” dörzsölik.
A vonót valószínűleg közép-ázsiai lovas népek alkalmazták először lantjaik megszólaltatására, majd ez az újítás az Iszlám civilizáció térnyerésével párhuzamosan indult világhódító útjára.
A vonó kelet felé kezdetben India irányában terjedt el, a Távol-Keleten, Kínában jóval később, a 13. században jelent meg. A keleti vonós hangszerek legjellemzőbb, minden bizonnyal legősibb típusa a nyárshegedű, melynek bőr rezonánssal fedett testét a rúdszerű, alul gyakran tüskében végződő nyak mintegy átdöfi. A hangszert da gamba helyzetben tartják, a vonót tenyérrel kifelé fordított kézben fogják. Fogólapja nincs, egy-két húrja eléggé távol fut a nyaktól, amit játék közben a leszorított húrok nem érintenek. Ilyen nyárshegedű például a félgömb alakú rebáb, a négyszögletes testformájú rebáb, az indonéziai rebab, a kínai erhu és hangszercsaládja.

### Nyugat

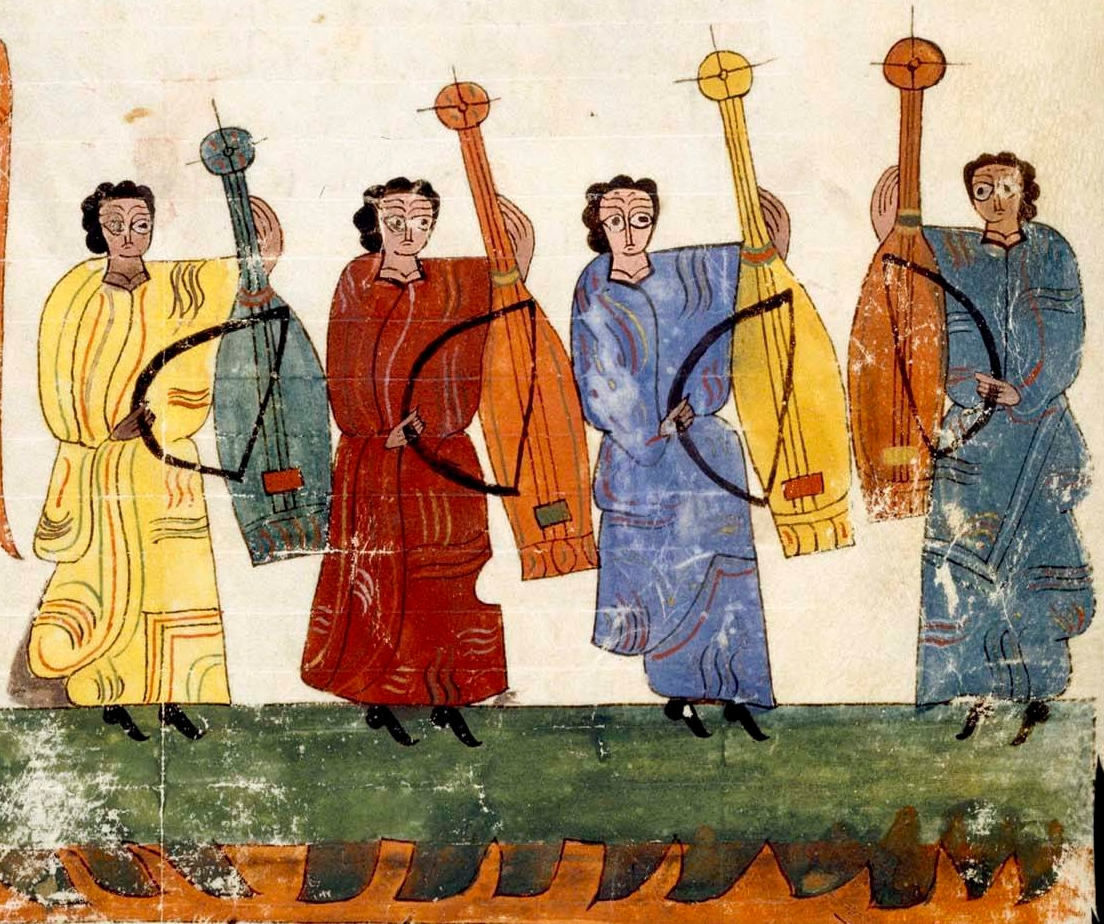
Vonós hangszerek, Beatus-kézirat, 920–930

Nyugaton a vonó legkorábbi ábrázolása a spanyol félszigeten jelenik meg, egy 920–930 körül keletkezett mozarab nyelvű kéziratban, Beatus liébanai presbiter a jelenések könyvéhez írt kommentárjának egy Asztúriában készült másolatában. Az első irodalmi adat a vonó európai térhódításáról a 9. századi arab geográfus, Ibn Khordadbeh (kb. 820–912) nevéhez fűződik, aki arról tudósít, hogy Bizáncban egy lüra nevű hangszeren játszanak, amely fából készült, és a rebábra hasonlít, de öt húrja van. A 10. századi bizánci ábrázolásokon da braccio tartással megszólaltatott vonós hangszerek láthatók. Észak-Európában a vonót először, a 11. század elejétől crwth-szerű járomlantok, „krották” megszólaltatására használták.
A keleti nyárshegedűk nyugaton nem terjedtek el, a korai európai vonós hangszereknek – a vonós crwth-szerű hangszer mellett – három jellemző típusa ismert: az egyik palackformájú, a másik körteformájú, ezeket da braccio szólaltatják meg, a harmadik nagyobb, nyolcas alakú, ezen da gamba játszanak. A hangszerek teste a nyakkal, fejjel együtt kezdetben egyetlen fából van kifaragva, kivájva. A tetőlap nem kifeszített bőr, mint a keleti vonósoknál, hanem vékony fatábla. Korán megjelent a keletivel ellentétes, tenyérrel befelé fordított kézzel való vonófogás. Középkori európai vonóshangszer-nevek a fidula, viella, fidel, vièle; a giga, gigue; a 13. századtól a rebec, rebek; Bizáncban, majd Itáliában a lüra, lira.
A 15–16. században az európai vonós hangszerek gyökeres szerkezeti változásokon mentek át. Ekkor alakult ki – a gamba család mellett – a hegedű család ma ismert jellegzetes formája
a négy sarokkal, általánossá vált a káva összeragasztott, hajlított fából való elkészítése, a hosszanti gerenda és a lélek alkalmazása, a lucfenyő tetőlap és a jávorfa test kombinációja. Az európai vonós hangszerek építése napjainkban is az akkoriban kialakult tradíciókat követi.